# シェイ・シーガー
シェイ・シーガー（Shea Seger、1979年 - ）は、テキサス州フォートワース生まれのアメリカ人シンガーソングライター。彼女のサウンドは、ジャニス・ジョプリン、シェリル・クロウ、アーニー・ディフランコ、トーリ・エイモスを合わせたようなものだと言われている。
シーガーはバージニアでミュージカル演劇を学んだ後、ロンドンに移り、ファースト・アルバムをレコーディングした。現在はバージニアに住んでおり、グラフィック・デザイン・アーティストのジミー・リーヴスと結婚している。
トップローダー、ジェイムス、デヴィッド・グレイ、ジョン・メイヤーとツアーを行っている。
2015年、布袋寅泰がHOTEI名義で発表したアルバム『STRANGERS』に参加している。

## ディスコグラフィ

### スタジオ・アルバム
- 『メイ・ストリート・プロジェクト』 - The May Street Project (2000年、BMG/RCA)
- Shea Seger (2010年、Truthcore)[4]
- The Shack (2019年)

### シングル
- "Last Time" (2000年)
- "Clutch" (2001年) ※2001年3月に全英シングルチャート47位を記録[5]
- "I Love You Too Much" (2001年)

※彼女は、ライアン・フォックスが脚本・監督した映画『Railed』（2008年）のサウンドトラックに「Hourglass」と「Surrender」の2曲を提供した。